# زمین‌لرزه ۱۹۶۷ مودورنو
زمین‌لرزه مودورنو  در تاریخ ۲۲ ژوئیه ۱۹۶۷ میلادی، برابر با ‎۳۱ تیر ۱۳۴۶، ساعت ۱۶:۵۶:۵۵ به زمان یوتی‌سی در ترکیه ، منطقه مودورنو رخ داد. ژرفای این زلزله ۴٫۴ کیلومتر بود. بزرگی آن ۷٫۴ در مقیاس Mw اعلام شده‌است. زمین‌لرزه به وقت محلی در روز شنبه، ساعت ۱۸ روی داده و منطقه زمانی آن یوتی‌سی +۲ بوده‌است (با لحاظ تغییر ساعت تابستانی).
سازمان زمین‌شناسی آمریکا نیز جای این زمین‌لرزه را در مختصات ۴۰°۴۲′شمالی ۳۰°۴۸′شرقی / ۴۰٫۷°شمالی ۳۰٫۸°شرقی و بزرگی آنرا برابر با ۷٫۳ در مقیاس ریشتر اعلام کرده‌است. ژرفای گزارش شده از سوی این سازمان ۴ کیلومتر می‌باشد.
شمار کشتگان زلزله حدود ۱۷۳ نفر بوده‌است.تعداد زخمیان ۱۸۳ نفر برآورده شده‌است.بی‌خانمان شدگان نیز ۸۷۰۰۰ نفر اعلام شده‌است. گسل مسبب این زمین‌لرزه گسل شمال آناتولی بوده است.